# Lâu đài Siewierz
Lâu đài của Giám mục ở Siewierz - một lâu đài chính thức nhà của những người cai quảng thành trì là những người đã xây dựng lâu đài trong thế kỷ XIII. Các thành trì trước đây đã củng cố một ngôi làng trong khu vực, có thể được truy nguyên từ nguồn gốc của Nhà thờ St. John the Baptist; hiện nằm gần Quốc lộ số 78 - để di chuyển nhanh đến Katowice. Tên của người cai quản đầu tiên là Jaks và Wawrzyniec. Lâu đài nằm ở Siewierz (cách Katowice 31 km về phía đông bắc), Silesian Voivodeship ở Ba Lan.

## Lịch sử
Lâu đài ở Siewierz được xây dựng vào nửa đầu thế kỷ thứ mười ba trên một đỉnh đồi nhân tạo, nơi trước đây là một pháo đài bằng gỗ. Các công sự lâu đời nhất của thành trì đến từ thế kỷ mười lăm. Năm 1443, Công tước Wacław I của Cieszyn đã bán thị trấn và lâu đài cho giám mục Zbigniew Oleśnicki của Kraków. Các Giám mục Kraków đã mở rộng lâu đài và các bức tường thành của nó. Lâu đài bắt đầu sụp đổ vào thế kỷ XVII, và các cuộc đột kích của Thụy Điển nhanh chóng khiến tòa lâu đài trở nên xấu đi. Sau đợt Đại hồng thủy, lâu đài được xây dựng lại nhưng điều đó đã không ngăn nó xuống cấp và biến thành một đống đổ nát. Cư dân cuối cùng của lâu đài, Feliks Paweł Turski, rời khỏi nơi cư trú vào năm 1800. Lý do duy nhất khiến tòa nhà không bị phá hủy là do các công trình tái thiết và cải tạo mở rộng trong những năm 1950, 1970 và 1990.